# Encrasicholina
Encrasicholina es un género de peces de la familia Engraulidae, del orden Clupeiformes. Este género marino fue descrito por primera vez en 1938 por Henry Weed Fowler.

## Especies
Especies reconocidas del género:
- Encrasicholina gloria Hata & Motomura, 2016[1]
- Encrasicholina heteroloba (Rüppell, 1837)[2]
- Encrasicholina intermedia Hata & Motomura, 2016[1]
- Encrasicholina macrocephala Hata & Motomura, 2015[3]
- Encrasicholina oligobranchus (Wongratana, 1983)
- Encrasicholina pseudoheteroloba (Hardenberg, 1933)[2]
- Encrasicholina punctifer Fowler, 1938
- Encrasicholina purpurea (Fowler, 1900)